# بقعه شاهزاده ابراهیم
بقعهٔ شاهزاده ابراهیم در شهرستان قم واقع شده است و به‌عنوان یکی از آثار ملی ایران به ثبت رسیده‌است.